# غابريلا هارتنت
غابريلا هارتنت (بالإنجليزية: Gabby Hartnett)‏ هو لاعب كرة قاعدة أمريكي، ولد في 20 ديسمبر 1900 في مقاطعة بروفيدانس في الولايات المتحدة، وتوفي في 20 ديسمبر 1972 في بارك ريدج في الولايات المتحدة بسبب تشمع الكبد.

## وصلات خارجية
- غابريلا هارتنت على موقعبيزبول رفرنس.كوم (الدوري الرئيسي) (الإنجليزية)
- غابريلا هارتنت على موقع جمعية أبحاث البيسبول الأمريكية (الإنجليزية)
- غابريلا هارتنت على موقع مشجعي الرسوم البيانية (الإنجليزية)
- غابريلا هارتنت على موقع قاعة مشاهير كرة القاعدة (الإنجليزية)
- غابريلا هارتنت على موقع إن إن دي بي (الإنجليزية)